# آمیت ایوری
آمیت ایوری (عبری: עמית עברי‎؛ زادهٔ ۲ سپتامبر ۱۹۸۹) ورزشکار ورزش شنا اهل اسرائیل است.